# خانات سیبیر
خانات سیبیر خاناتی ترکی-مغولی در غرب سیبری بود. این دولت در طول تاریخ خود، توسط قبایل شیبانیان و تایبوگیان اداره می‌شد. این قبایل نوادگان جوچی، فرزند ارشد چنگیزخان، بودند. خانات سیبیر بخشی از امپراتوری مغول، اردو سفید و اردو زرین بود. مرکز خانات سیبیر دژی به نام قاشلیق بود.
بافت جمعیتی خانات سیبیر متشکل از تاتارهای سیبری، خانتی، مانسی، ننتس و سلکاپ بود. همچنین، خانات سیبر شمالی‌ترین دولت مسلمان در تاریخ جهان می‌باشد. به علاوه، شمالی‌ترین دولت ترک بعد از یاکوت‌ها بود.
این خانات در ابتدای پیشروی روس‌ها به داخل سیبری، در ۱۵۸۲ میلادی توسط یرماک تیموفیویچ فتح شد.